# ISO/IEC 12207
ISO/IEC 12207 és una norma internacional de les organitzacions ISO i IEC que especifica els diferents processos del cicle de vida del programari. Aquesta norma té com a principal objectiu de subministrar una estructura comuna de manera que els compradors, desenvolupadors, servei de manteniment, operadors i tècnics involucrats tinguin un llenguatge en comú. ISO/IEC 12207 inclou els processos i activitats aplicats durant l'adquisició i configuració dels serveis del sistema. Existeixen 23 processos, 95 activitats, 325 tasques i 224 resultats.

## Processos del cicle de vida
Aquests processos es classifiquen en tres tipus: bàsics, de suport i organitzatius. Els processos de suport i organitzatius són obligatoris, independentment de l'organització i del projecte executat. Els processos bàsics són emprats d'acord amb la situació concreta del projecte.
Els processos primaris del cicle de vida contenen els processos del nucli per a crear el projecte de programari. Aquest processos estan dividits en sis grups :
- Adquisició.
- Subministrament.
- Desenvolupament.
- Operació.
- Manteniment.
- Destrucció.